# Ника Нуар
Ника Нуар (англ. Nika Noire, настоящее имя Светлана Жуликова; род. 8 декабря 1984 года, Запорожье) — украинская модель и порноактриса.

## Жизнь и карьера
Родилась в консервативной семье. Она приехала в США изучать английский язык.
В 2007 году, в возрасте 23 лет, Нуар дебютировала в порнографическом фильме. По данным Internet Adult Film Database (IAFD), она сыграла в 225 фильмах, в том числе для таких ведущих лейблов, как Devil's Film, New Sensations, Evil Angel, Jules Jordan Video, Digital Playground, Zero Tolerance, Sin City, Hustler Video, Wicked Pictures, Vivid Entertainment, Penthouse, Anabolic Video, Digital Sin, Elegant Angel, Red Light District, Diabolic Video и Adam & Eve.

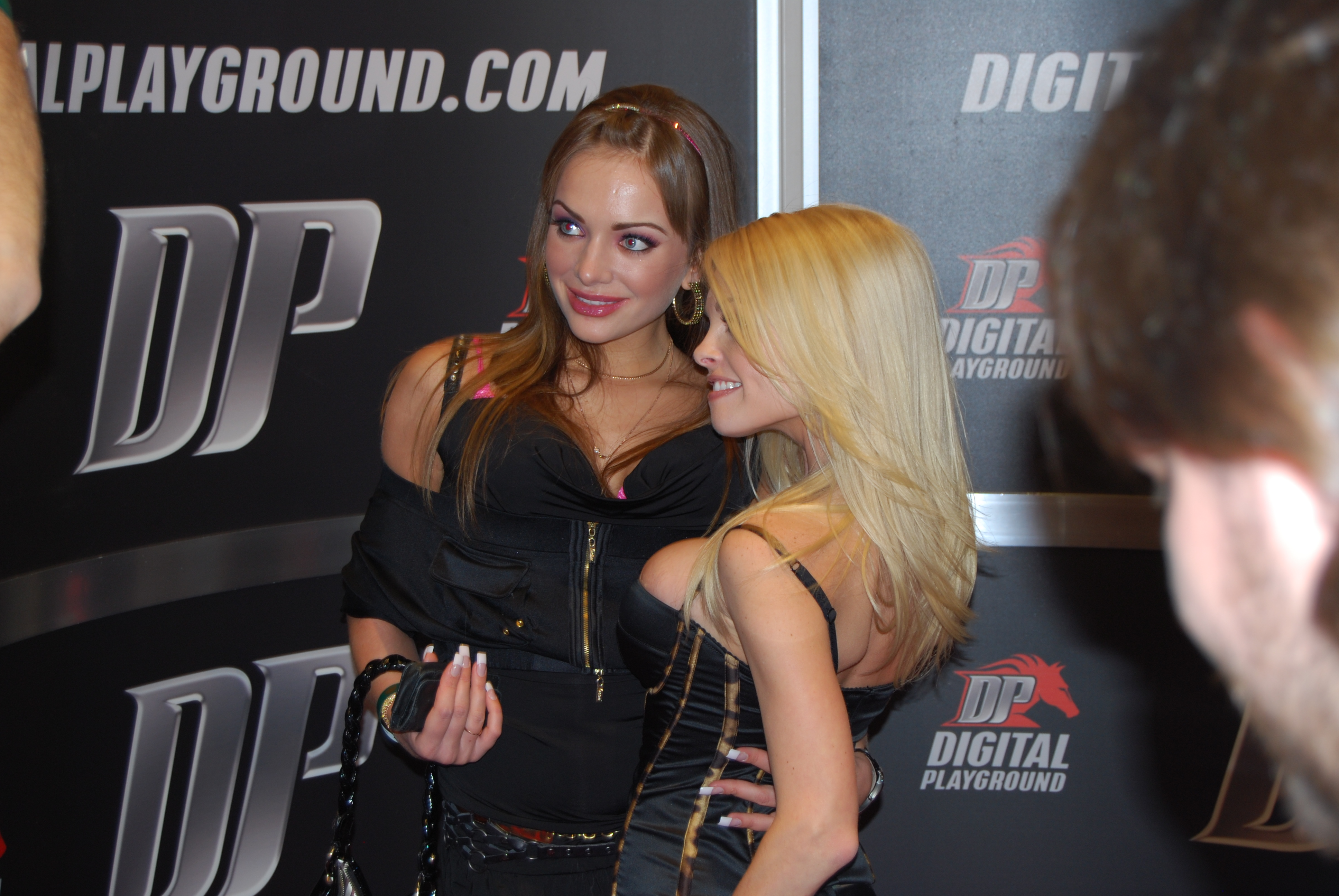
Ника Нуар и Джесси Джейн в 2008 году.

Кроме того, Нуар также работала в менее известных киностудиях, таких как Legend Video, Shane's World, West Coast Productions, Pure Play Media и Third Degree Films. Она также увлекалась порносайтами в Интернете, такими как Brazzers, Dogfart и Muffia.
В 2014 году закончила карьеру порноактрисы.

## Награды и номинации
- В 2009 году была номинирована на премию VOD Award в категории «Лучшая новенькая»[2]
- В 2010 году была номинирована на премию XRCO в категории «Оргазмическая оралистка».